# 仁熊秀斗
仁熊 秀斗（にぐま ひでと、1998年6月24日 - ）は、ジャパンラグビーリーグワン東京サントリーサンゴリアスに所属するラグビー選手。

## プロフィール
- 岡山県岡山市出身。
- ポジションはウィング(WTB)、フルバック(FB) 。
- 身長 172 cm、体重 83 kg
- 7人制ユニバーシアード日本代表に選ばれたことがある[1]。

## 略歴
2017年、石見智翠館高校卒業後、筑波大学に入る。なお石見智翠館高校時代、高校日本代表候補に選ばれたことがある。
2021年、筑波大学卒業後、サントリーサンゴリアス(現・東京サントリーサンゴリアス)に加入。
2022年1月8日に行われたJAPAN RUGBY LEAGUE ONE第1節東芝ブレイブルーパス東京戦にて途中出場で公式戦初出場を果たした。
2024年6月、エデンラグビーフットボールクラブに留学。